# Bernkonventionen om skydd av europeiska vilda djur och växter samt deras naturliga livsmiljöer
För konventionen om upphovsrätt, se Bernkonventionen för skydd av litterära och konstnärliga verk.
Bernkonventionen om skydd av europeiska vilda djur och växter samt deras naturliga livsmiljöer (Convention on the Conservation of European Wildlife and Natural Habitats) är ett internationellt bindande dokument där de länder som skrivit på förbinder sig att skydda vissa djur- och växtarter och/eller habitat. I dagsläget finns 40 medlemsstater inklusive EU:s medlemsstater.